# Arc former

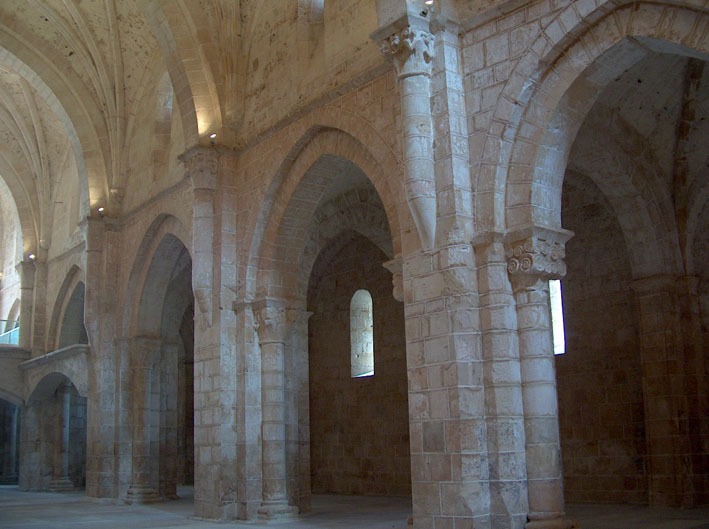
Arcs formers de l'església de Santa María la Real (Sacramenia), Segòvia

L'arc former és un element arquitectònic corb, que discorre paral·lel a l'eix longitudinal de la nau i que la separa d'una lateral contigua. La seva funció és sostenir els murs superiors de separació entre les naus d'una estructura. Si l'edifici és d'una sola nau, els arcs formers aniran encastats al mur, és a dir, seran arcs cecs. Els arcs formers van de pilar a pilar coincidint amb els trams de la volta a la seva intersecció amb el mur de tancament. Va ser àmpliament utilitzat durant el gòtic per la seva importància en la volta de creueria.